# Hubert Van Innis
Hubert Van Innis (* 24. Februar 1866 in Elewijt; † 25. November 1961 in Zemst) war ein belgischer Bogenschütze und mehrfacher Olympiasieger.
Bereits mit 14 Jahren nahm Hubert Van Innis an seinem ersten internationalen Wettbewerb in den Niederlanden teil. Das Bogenschießen besaß in Belgien große Tradition und ist bis heute für dieses Land die erfolgreichste Sportart bei Olympischen Spielen. Hieran hatte Van Innis großen Anteil.
Bei den Olympischen Spielen 1900 in Paris gewann Van Innis zwei Gold- und eine Silbermedaille, damit war er erfolgreichster Bogenschütze dieser Spiele. Zwanzig Jahre später, bei den Olympischen Spielen 1920 in Antwerpen gewann er im Alter von 54 Jahren weitere vier Gold- und zwei Silbermedaillen. Auch hier war kein anderer Schütze erfolgreicher als er.
Mit insgesamt neun Medaillen, sechs Gold und drei Silber, ist Van Innis der erfolgreichste Olympiateilnehmer in der olympischen Geschichte seines Landes und außerdem der bisher älteste Sportler seines Landes, der eine Goldmedaille gewann. Auch unter allen Olympiateilnehmern stellen seine Medaillenerfolge eine herausragende Leistung dar.
1933 gewann Hubert Van Innis mit der belgischen Mannschaft den Titel eines Weltmeisters, ein Jahr später belegte er bei den Titelkämpfen den zweiten Platz.
Van Innis, Architekt von Beruf, war auch ein hervorragender Schütze mit der Armbrust, so dass man ihm schnell den Spitznamen belgischer Wilhelm Tell verlieh und zum Doyen der Bogenschützen ernannte. In seinem Geburtsort Elewijt erinnert eine Büste an ihn.